# Charles C. Gossett
Charles C. Gossett (Pricetown, 1888. szeptember 2. – Boise, 1974. szeptember 20.) az Amerikai Egyesült Államok szenátora (Idaho, 1945–1946).